# Победитель (мультфильм)
«Победитель» (англ. Everyone's Hero) — американский анимационный фильм 2006 года режиссёров Кристофера Рива, Колина Брейди и Дэна Сен-Пьера. Фильм вышел 15 сентября 2006 года, получив смешанные оценки критиков.
1932 год, великая депрессия, Нью-Йорк. Янки Ирвинг — 10-летний фанат бейсбола, чей отец Стэнли работает на «Янки-стэдиум».

## Сюжет
В 1932 году в Нью-Йорке во время Великой депрессии Янки Ирвинг - 10-летний фанат бейсбола, чей отец Стэнли работает смотрителем на стадионе Янки. Пока они вдвоем находятся в помещении, вор, переодетый охранником, крадет знаменитую биту Бэйба Рута - Дарлин. Стэнли ложно обвиняют и временно увольняют, пока Дарлин не найдется. Стэнли обвиняет Янки в том, что он был один в раздевалке и подставил его. И Стэнли обвиняет его, заземляя и отправляя в свою комнату. Но настоящий вор — Левти Магиннис, питчер-мошенник команды «Чикаго Кабс». Магиннис работает на генерального менеджера «Кабс» Наполеона Кросса, который хочет, чтобы «Кабс» победили «Нью-Йорк Янкис» во время Мировой серии 1932 года.
Будучи преисполнен решимости вернуть биту и спасти свою семью от выселения и пребывания на улице, Янки отправляется в Чикаго, где состоится следующая игра Мировой серии. Положив биту обратно в поезд, Янки решает вернуть ее Бэйбу Руту и тем самым очистить имя своего отца и сохранить свою работу. Дарлин и ее коллега мяч Скрюи, обретают способность говорить и говорят ему, что он всего лишь ребенок, а в реальном мире и игре в бейсбол (с его постоянным наказанием) его наказание будет в опасности. Без ведома Янки, Магиннис пытается украсть биту у Янки во время дикой погони. Янки встречает людей, которые помогают ему в его поисках, таких как бродяги Энди, Луи и Джек, девушка по имени Марти Брюстер, ее отец-бейсболист Лонни Брюстер, который помогает ему доехать до Чикаго, обучая Янки правильно ставить ноги. В Чикаго, Магиннис крадет Дарлин у Янки и отдает ее Кроссу, Янки тем временем бежит спасать Дарлин, но оказывается у рук Магинниса и Кросса. Во время игры Кросс манипулирует Янки внутри офиса и раскрывает ему свои планы.
Череда невероятных совпадений позволяет самому Янки играть за янки. После того, как Янки сбегает из офиса и уклоняется от нескольких охранников, Кросс пытается отговорить Бэйба от принятия победы, говоря, что Янки слишком молод, чтобы считаться игроком, после того как он пытался вернуть Дарлина последнему. Несмотря на это, Янки продемонстрировал уверенность в победе над Кабами и сумел поразить Скрюи после двух ударов. Пока многочисленные игроки Кабс пытались ударить Янки, он уворачивается и сбивает их с ног. Маджиннис пытается сделать свои последние попытки поразить его, но Янки удается перехитрить его, перепрыгнув через него (в качестве расплаты за то, что он и Стэнли попали в беду) и приземлившись на домашнюю тарелку, забив пробежку. Это восстанавливает боевой дух янки, которые набирают еще семь очков, чтобы выйти вперед и выиграть Мировую серию.
Раскрытие кражи Дарлина приводит к аресту Кросса, который говорит, что был фанатом и что он обманывал. Также раскрывается его участие в качестве сообщника и мошенника, а Левти Магинниса исключают из команды и также арестовывают. Имя Стэнли очищено и официально восстановлено в качестве хранителя стадиона. Янки, его родители и его новые друзья по бейсболу, Скрюи и Дарлин празднуют победу в Мировой серии Янки на параде победы, где он становится официальным игроком, в то время как Кросс раздает болванчики Бейба Рута, а Магиннис подметает улицы как часть их работы. Янки с удовольствием играет в мяч со Скриви и собакой бродяг.

## Роли озвучивали
- Роб Райнер - Скрюи - говорящий бейсбольный мяч, который ссорится со своим коллегой Дарлин.
- Вупи Голдберг - Дарлин - говорящая бейсбольная бита, принадлежащая Бэйбу Рут, Бэйб и Дарлин неразлучны, Бэйб берет ее с собой куда угодно и будет защищать ее любой ценой. Дарлин любит своего хозяина и чувствует себя рядом с ним в безопасности.
- Уильям Х. Мэйси - Левти Магиннис - бейсбольный питчер-мошенник, которого Наполеон Кросс послал попытаться украсть биту у Бэйба Рута - Дарлин, и пытается отомстить Янки за то, что он отдал ее Бэйбу.
- Робин Уильямс (В титрах не указан) - Наполеон Кросс - коррумпированный генеральный менеджер «Чикаго Капс» и босс Левти.
- Брайан Деннехи - Бэйб Рут - знаменитый бейсболист «Нью-Йорк Янкис».
- Рейвен-Симон - Марти Брюстер - дочь Лонни и Розетты Брюстер.
- Мэнди Патинкин - Стэнли Ирвинг - отец Янки и смотритель на стадионе Янки.
- Форест Уитакер - Лонни «Росстер» Брюстер - афроамериканский король крученого мяча, звездный питчер команды Cincinnati Tigers, отец Марти и муж Розетты.

Дана Рив - Эмили Ирвинг - мать Янки.
- Роберт Вагнер - Мистер Робинсон - генеральный менеджер «Нью-Йорк Янкис» и босс Стэнли.
- Ричард Кайнд - бродяга Энди.
- Джо Торре - Менеджер «Нью-Йорк Янкис».
- Чериз Бут - Розетта Брюстер - жена Лонни и мать Марти.
- Ричи Аллен - офицер Брайант.
- Джейсон Харрис Кац (в титрах - Джейсон Харрис) - диктор.
- Эд Хелмс - бродяга Луи.
- Рэй Янничелли - кондуктор.
- Гидеон Джейкобс - хулиган Кид Табби.
- Маркус Морис - Уилли.
- Уилл Рив - парень
- Рон Типп - бродяга Джек.
- Конор Уайт - хулиган Арнольд

## Выход на видео
«Победитель» был выпущен на DVD 20 марта 2007 года компанией 20th Century Fox Home Entertainment. Фильм был выпущен на Blu-ray 5 марта 2013 г. и доступен только в магазинах Walmart. Премьера фильма состоялась 7 мая 2021 года на Disney+ в Канаде и США; до этого он был доступен с момента запуска на HBO Max.

## Рецензии
Фильм имеет рейтинг 42 % на агрегаторе рецензий Rotten Tomatoes (основан на 69 рецензиях). Согласно консенсусу критиков, «Победитель — настолько предсказуемая история, что она понравится в основном маленьким детям».
Ряд критиков негативно оценил фильм, при этом рецензия Джо Лейдона в Variety была достаточно положительной.